# EMD Eシリーズ

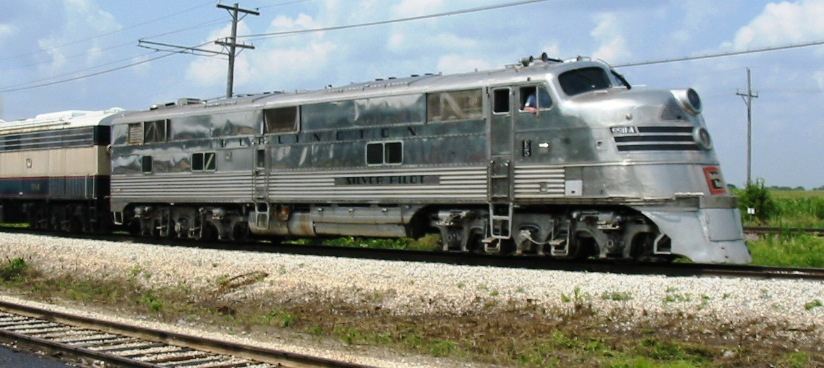
シカゴ・バーリントン・アンド・クインシー鉄道(CB&Q) 9911A。E5のAユニット。イリノイ鉄道博物館での運行。側面上部の網の部分からはキャブ・ユニット特有の構体のフレームが透けて見える。2004年7月18日。

EMD Eシリーズ（EMD E-series）は、アメリカのEMCおよびその後身のGM-EMDが製造した旅客用の電気式ディーゼル機関車のうち、Eで始まる形式名を持つ一連の形式の総称である。Eユニット（E-unit）とも呼ばれる。共通している特徴は、キャブ・ユニットであること、ディーゼルエンジンと発電機を2組搭載していること、動軸の間に遊輪を挟んだ3軸台車を2組装備していること(A1A-A1A型の軸配置という)等である。1937年5月から1963年12月にかけて製造された。
シリーズ名のEは、初期の形式の出力1,800馬力(Eighteen hundred HP)の頭文字に由来したものであったが、のちに改良されてそれ以上の出力となっても「Eシリーズ」の名は引き継がれた。
原型は、1935年に製造された1,800馬力の機関車各種である。その年、EMCのデモンストレーション用に2両、ボルチモア・アンド・オハイオ鉄道(B&O)用に1両、アッチソン・トピカ・アンド・サンタフェ鉄道(ATSF)に2両が、それぞれ個性的な外観とともに納入された。これらの機関車は、出力、機器配置ともEシリーズと同じであったが、箱形の車体であることと、AARタイプB型台車を装備していた点が異なる。
EMCは続いて1937年にTAを完成させ、6両をシカゴ・ロック・アイランド・アンド・パシフィック鉄道(RI)に納入した。これらはEシリーズと同様の外観であったが、ユニオン・パシフィック鉄道(UP)のM-10000等と同様に、1,200馬力(900kW)のエンジンを1基だけ搭載した軸配置B-B型の機関車であった。よって、TAはEシリーズとはみなさない。
Eシリーズには、運転席のあるAユニットと運転席のないBユニットがラインナップされ、両ユニットは総括制御できた。各鉄道事業者は、ABAまたはABBというユニットの構成で購入することが多かった。前者は機関車の方向転換が不要な点が、後者は列車を編成で見た場合に流線形の先頭から後部まで一直線になる美観が考慮された。

## 外観
Eシリーズの外観は、ほぼ同様の意匠を持つ。形式によって異なるのは、前頭部の形状が傾斜しているか丸みを帯びているかということと、ヘッドライトの形状、そして側面である。
EAとE1Aは、大きく傾斜した前頭部と、窪んだように見えるヘッドライトが特徴である。ロード・ナンバーを掲示するナンバー・ボードは小さく、EAはティア・ドロップ形を横倒しにした形状、E1Aは長方形である。
E2Aは、傾斜を球状に変更し、ヘッドライトがその上に突き出たような形状。E3AからE6Aまではまた傾斜状に戻り、ただしヘッドライトは突き出たものとなった。E7AからE9Aまでは、傾斜の角度が垂直に近づき、Fシリーズに引き継がれる形状となった。このデザインの意匠は1937年に登録されている。
側面の窓形状を見ると、EA/EBは両端が半円形の3連窓、E1は四角形、E2は円形の舷窓、E3からE7はほぼ四角形、そしてE8・E9ではまた円形の舷窓である。のちに経年により改造を施された車両もある。また、E8Aは車体側面上部に「ファー(Farr＝企業名)・エア・フィルター」と呼ばれるステンレスのグリルを配置している。
シカゴ・バーリントン・アンド・クインシー鉄道(CB&Q)用に製造されたE5は、カリフォルニア・ゼファーに合わせてステンレス製の車体を採用した。

## エンジン
Eシリーズの発展は、外観の変化とともにエンジン出力の増大の歴史でもあった。最初期のEA/EBはエンジン2基で1,800馬力(1300kW)であり、E3では同2,000馬力、最終的にはE9で同2,400馬力(1800kW)となっている。出力が増大することにより、より重量のある列車を牽引することが可能になり、同じ重量の列車ならばより高速での走行が可能になった。

### 201-A型エンジン
EA/EBからE2までは、ゼネラルモーターズ傘下のウィントン・エンジン・コーポレーションの201-A型エンジンを使用した。ボア8インチ(203.2mm)、ストローク10インチ(254mm)のシリンダーを60度のV型12気筒に組んで排気量98.8リットルとし、1基あたり900馬力(700kW)を発揮した。
このエンジンは潜水艦由来のもので、山岳区間等で長時間の全開運転を強いられる鉄道用のエンジンとしては適切なものではなかった。2基搭載しているエンジンのうち、1基が使用不能になり、残る1基でスピードダウンして列車を運転しなければならなくなったことも希ではなかった。車両の製造は、EMDの前身、エレクトロ・モーティブ・カンパニー(EMC)であった。

### 567型エンジン
E3からE9までは、EMDが開発した567型エンジンを使用した。このエンジンは201-Aエンジンよりボアが1/2インチだけ大きく、45度のV型12気筒に組んだ排気量は111.5リットルとした。発展するにつれて1基あたりの出力も向上し、E3からE7までは1,000馬力(750馬力)、E8は567B型エンジンとなり1,125馬力、最終的にはE9で1200馬力(900kW)まで向上した。

### 技術的な進化
E8においては冷却ファンが装備され、E9においてはダイナミック・ブレーキ(モータを発電機として使用し、電力を抵抗器で消費することで制動力を得る発電ブレーキ)がオプションでオーダーできるようになった。
E8より製造がEMCからGM-EMDとなった。

## 台車
Eシリーズは、マーティン・ブロンバーグが設計した旅客用機関車用台車を装備していた。軸配置はA1A-A1A、つまり3軸の台車のうち両端が動輪で、中央が遊輪である。ホイールベースは14フィート1インチ(4292.6mm)である。数多く量産された2軸のブロンバーグB形台車のように、横揺れ防止のために各軸間に揺れ枕がある。この台車は微細な改良を施されながら、1963年まで製造が続けられた。

## Eシリーズラインナップ

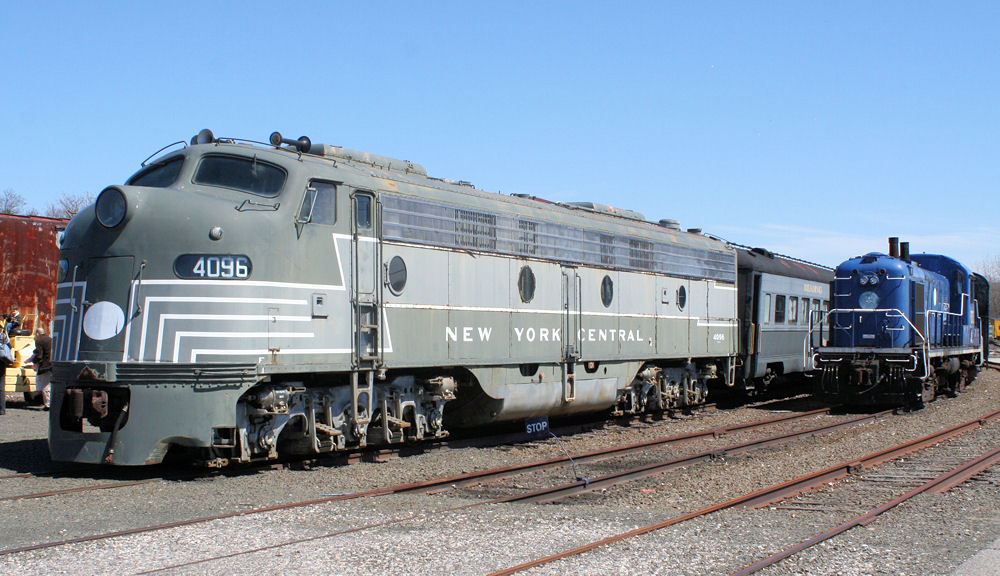
E9のAユニット。ロードナンバー4096。コネチカット州のダンバリー鉄道博物館にて。

末尾の「A」は運転台つきのAユニットを、「B」運転台なしのBユニットを表す。
- EA/EB - B&O(各6両)
- E1 - ATSF(Aユニット8両、Bユニット3両)
- E2 - UP、C&NW、SPによるシティ・オブ・サンフランシスコ、シティ・オブ・ロサンゼルスの共同運行のため、Ａ2両、B4両)
- E3 - ATSF(A1両、B1両）、アトランティック・コースト・ライン鉄道(ACL。A1両)、RI(A2両)、フロリダ東海岸鉄道(FEC。A2両)、カンザス・シティ・サザン鉄道(KCS。A2両とEMDの試作機1)、C&NW(A4両)、MP（A2両）、UP(A、B各1両)。
- E4 - シーボード・エア・ライン鉄道(SAL)(A14両、B5両)
- E5 - CB&Q(A14両、B5両)
- E6 - Aユニット92両、Bユニット26両
- E7 - Aユニット428両、Bユニット82両
- E8 - Aユニット421両、Bユニット39両
- E9 - Aユニット100両、Bユニット44両

## 派生形式・改造形式
- AB6 - RIの要請で製造された、切妻形状の運転台を備えたE6形のBユニットである。シカゴとデンバーを結んでいたロッキー・マウンテン・ロケット号が途中で分割してコロラドスプリングスへ向かう際に、その分割された短い列車を牽引するための機関車である。エンジンは1基のみで、本来ならばもう1基エンジンがあるべきスペースは荷物室となっていた。後年、その場所にエンジンが増設された。[2]
- AA - ミズーリ・パシフィック鉄道用に製造された、E6のAユニットを1エンジンにしたもので、空いたスペースは荷物室となっていた。ロードナンバー7100。
- シカゴ・アンド・ノース・ウェスタン鉄道・E8BS - E8のBユニットに運転台を設置改造したもので、クランドール・キャブと呼ばれる。

## 現存するEシリーズ
いくつかの鉄道に、Eシリーズが走行可能な状態で存在している。また、博物館に保存されているものもある。外部サイト（英語）には、2017年8月現在の保存状況が書かれている。